# 穆塞拉 (喬治亞州)
穆塞拉（英語：Musella）是位於美國喬治亞州克勞福德縣的一個非建制地區。該地的面積和人口皆未知。

## 地理
穆塞拉的座標為32°47′51″N 84°01′56″W / 32.79750°N 84.03222°W，而該地的平均海拔高度為180米（即591英尺）。